# Sofija Fedyna

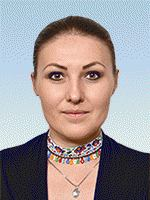
Sofija Fedyna (2019)

Sofija Romaniwna Fedyna (ukrainisch Софія Романівна Федина, * 18. Februar 1984 in Lwiw) ist eine ukrainische Politikerin, Moderatorin und Sängerin.

## Biografie
Von 2002 bis 2005 war sie stellvertretende Leiterin des Lwiwer Regionalbüros des Europäischen Jugendparlaments. 2005 schloss sie ihr Studium der Politikwissenschaften, internationalen Beziehungen und Übersetzung an der Universität Lwiw ab und schloss dort 2008 auch ihr Aufbaustudium ab. Seit 2006 ist sie Mitglied der IAPSS. 2008 studierte sie im Rahmen eines Stipendienprogramms der polnischen Regierung am Zentrum für Osteuropastudien der Universität Warschau.
In ihrer Tätigkeit als Sängerin hat sie ein Studioalbum aufgenommen. Zu ihrem Repertoire gehören Volkslieder, Weihnachtslieder und Lemken-Folklore. Fedyna ist Mitglied des Präsidiums der Weltföderation der ukrainischen Lemkenvereinigungen. 2010 war sie Autorin und Moderatorin eines politisch-analytischen Programms des örtlichen Senders von Suspilne in Lwiw. Im selben Jahr war sie als außerordentliche Professorin der Fakultät für internationale Beziehungen und diplomatischen Dienst der Universität Lwiw tätig. 2013 wurde sie mit dem Wassyl-Stus-Preis ausgezeichnet.
Seit 2014 arbeitet sie als ehrenamtliche Helferin im Krieg im Donbass. Sie war Assistentin von Ihor Wassjunik, einem Abgeordneten der Volksfront. Sie war auch Beraterin des ehemaligen Leiters der regionalen Staatsverwaltung von Lwiw, Oleh Synyutka. 2019 wurde sie als Mitglied der Europäischen Solidarität zur Abgeordneten der Werchowna Rada gewählt und wurde Mitglied des Ausschusses für humanitäre Hilfe und Informationspolitik.

## Diskografie
Studioalbum
- 2008: Bude Nam S Toboju Schtscho Shadaty (Lida)